# Баркалов, Алексей Степанович
Алексей Степанович Баркалов (18 февраля 1946, Введенка — 9 сентября 2004, Киев) — советский ватерполист, победитель Спартакиады народов СССР (1971), чемпион Европы (1970), чемпион мира (1975), двукратный чемпион Олимпийских игр (1972, 1980). Заслуженный мастер спорта СССР (1970). Заслуженный тренер Украинской ССР (1988). Президент Федерации водного поло Украины (1997—1999).

## Биография
Родился 18 февраля 1946 года в селе Введенка Харьковской области. Вырос в Харькове, где в возрасте 15 лет начал заниматься водным поло под руководством Давида Смагоринского.
Выступал за клубы «Динамо» (Харьков) и «Динамо» (Киев), играл на позиции нападающего. В 1971 году в составе сборной Украинской ССР стал победителем V летней Спартакиады народов СССР.
С 1967 по 1980 год входил в сборную СССР, провёл в её составе 412 матчей, за что был занесён в книгу рекордов Гиннесса. Участвовал в 4 Олимпийских играх, завоевал 1 серебряную (1968), 2 золотые (1972, 1980) медали этих соревнований. В его коллекции были также золотые и серебряные награды чемпионатов мира (1973, 1975) и Европы (1970, 1974).
После окончания спортивной карьеры перешёл к тренерской деятельности. В 1980-х годах был главным тренером молодёжной сборной Украинской ССР, в 1990—1994 годах работал с югославским клубом «Воеводина» (Нови-Сад).
В 1993 году введён в Зал славы мирового плавания. С 1997 по 1999 год возглавлял Федерацию водного поло Украины.
Умер 9 сентября 2004 года в Киеве от инфаркта. Похоронен на Байковом кладбище.

## Награды
- Орден «За заслуги» ІІІ степени (2002)[3].

## Образование
Окончил Харьковский политехнический институт (1972) и Саратовское высшее военное командное училище МВД СССР (1977).

## Семья
- Людмила Баркалова (1947—2018) — жена (с 1968 года), советская пловчиха, призёр чемпионата Европы (1966).
- Дмитрий Баркалов (1969—2001) — сын, советский и украинский ватерполист, призёр чемпионатов Европы и мира среди юниоров. Мастер спорта СССР (1986).